# Isothrix
Isothrix és un gènere de rosegadors de la família de les rates espinoses que viuen a la part tropical de Sud-amèrica, particularment a la conca de l'Amazones.
Les espècies d'aquest grup semblen rates grans, amb el pelatge del cos suau i la cua dotada de pèls de guàrdia. Tenen una llargada corporal de 18–27,5 cm i una cua de 17–30 cm. Pesen 320-570 g.
Basant-se en la forma de les potes posteriors, es creu que són arborícoles.